# Rudník
Rudník är en ort i Tjeckien.   Den ligger i distriktet Okres Trutnov och regionen Hradec Králové, i den nordöstra delen av landet, 110 km nordost om huvudstaden Prag. Rudník ligger 429 meter över havet och antalet invånare är 2 161.
Terrängen runt Rudník är platt åt sydväst, men åt nordost är den kuperad. Runt Rudník är det ganska glesbefolkat, med 42 invånare per kvadratkilometer. Närmaste större samhälle är Vrchlabí, 9,4 km väster om Rudník. Omgivningarna runt Rudník är en mosaik av jordbruksmark och naturlig växtlighet.